# 小行星1165
小行星1165（1165 Imprinetta）是一颗围绕太阳公转的小行星。1930年4月24日，亨德里克·范根特在约翰内斯堡发现了此天体。
該小行星以范根特的妻子命名。
这颗小行星的绝对星等为97.27366729530272等。